# 電子航法研究所
電子航法研究所（でんしこうほうけんきゅうじょ、ENRI: Electronic Navigation Research Institute）は、国土交通省所管の国立研究開発法人海上・港湾・航空技術研究所を構成する研究所である。

## 拠点
- 本所：東京都調布市深大寺東町 7-42-23
- 岩沼分室：宮城県岩沼市下野郷字北長沼4

## 研究組織
3領域から成る。
- 航空交通管理領域
- 航法システム領域
- 監視通信領域

## 沿革
- 1961年 - 運輸技術研究所に航空部電子航法研究室が設立。
- 1963年4月1日 - 改組により船舶技術研究所電子航法部となる。
- 1967年7月10日 - 運輸省電子航法研究所として独立発足。[1]
- 1976年10月 - 岩沼市に岩沼分室を設置。
- 2001年1月6日 - 国土交通省に移管。[2]
- 2001年4月 - 独立行政法人化により独立行政法人電子航法研究所が発足する。
- 2015年4月 - 国立研究開発法人電子航法研究所に改称。
- 2016年4月 - 海上技術安全研究所および港湾空港技術研究所（いずれも国立研究開発法人）と統合して国立研究開発法人海上・港湾・航空技術研究所の一部となる。